# デルタ線

シンプルなデルタ線

デルタ線（デルタせん）は、三角線（さんかくせん）とも言い、三角形状に敷設された鉄道線路の配線のことで、転車台の代わりに、各頂点の分岐の先で折り返して機関車などの車両や、特に、転車台と違い車両単位ではなく列車の編成ごと向きを変えることができる線路配線の名称である。
この他、3方向からの路線が集まる地点をこの配線とした場合、列車の進行方向を変えずにどの方向からどの方向へも直通できる。日本ではギリシャ文字のデルタ（Δ）に形が似ていることから付けられた名前で、英語ではワイ (wye) という。

## デルタ線の利用例
日本の場合、東海道本線を中心に1950年代ごろまで運行されていた特別急行列車「つばめ」・「はと」は、上下列車とも編成の最後尾に展望車を配する必要や、また三等車スハ44形の2人がけ座席が一方向き固定式であることから、東京・品川、大阪の双方において、全編成を方向転換させるという方法を採った。
このような方向転換方法は三角線回し（さんかくせんまわし）と呼ばれている。また、蒸気機関車(SL) も車両の進行方向によって前後が決まっているため、進行したい方向によって、車両全体の向きを転換する必要がある。通常は転車台が用いられる。しかし、転車台を設置せずにデルタ線を使用して、方向転換することもあった。敷地が確保できる場合、転車台の代替の意味もあり軽便鉄道等に多く見られた（曲率の制限の関係もある）。
また、数は少ないが、日本国有鉄道（国鉄）にもSLの方向転換を目的としたデルタ線が北海道や樺太にかつて存在していた。日本国内では路線の分岐の数に比してデルタ線の数は多くない。一方で世界のほとんどの国では路線の分岐する所はデルタ線が設けられているところが多く、日本が手がけた韓国の鉄道においても多くのデルタ線が敷設されている。
このような編成の方向転換については、気動車列車や電車列車の場合でもまれに行われることがある。
| デルタ線の例 |
| ------------ |
|              |
|              |
|              |

## 日本のデルタ線一覧

### 現存するデルタ線
- JR東日本

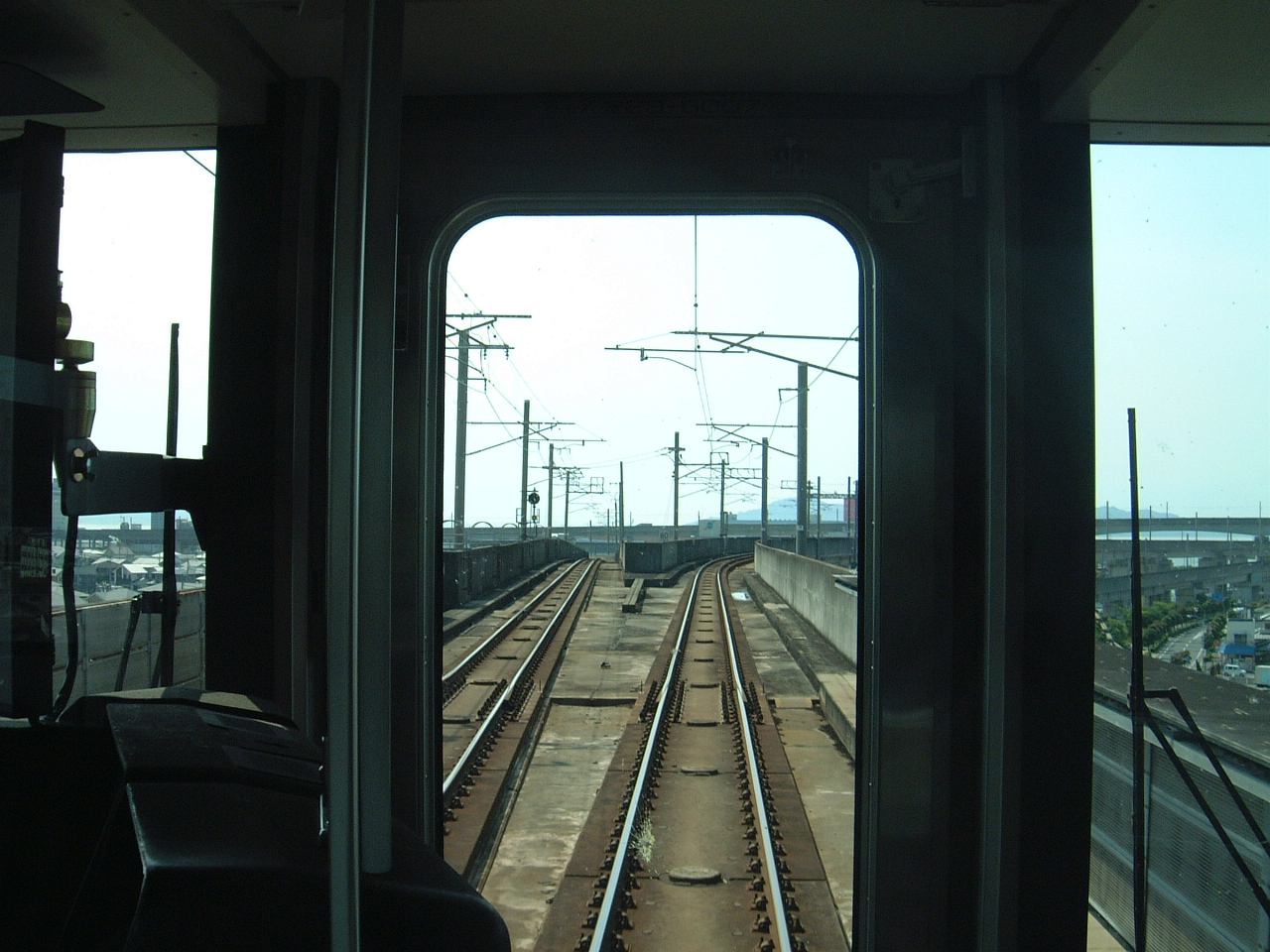
本四備讃線デルタ線の分岐部分

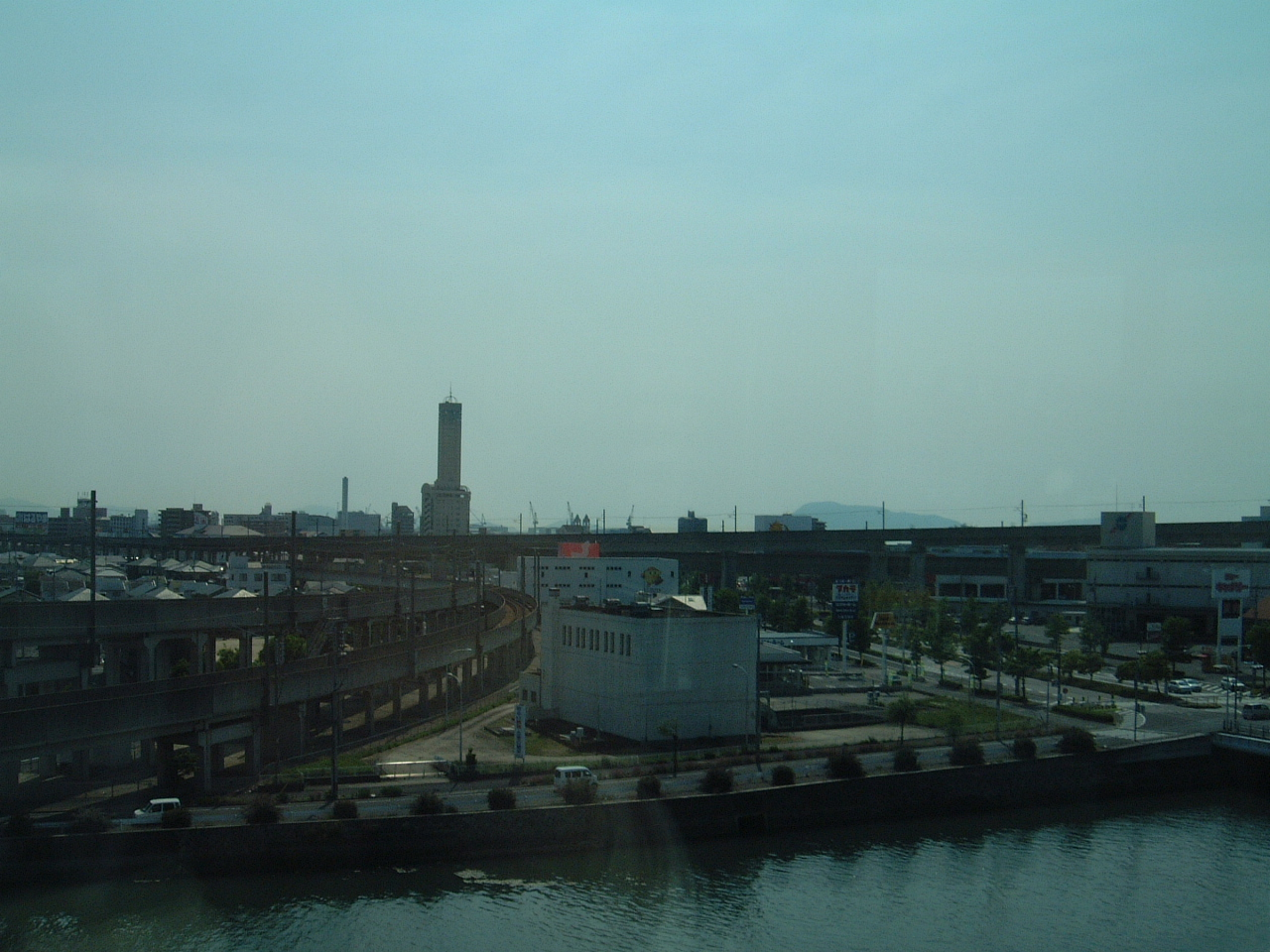
本四備讃線デルタ線右辺側から。右辺側は高松方面から岡山方面、左辺側（写真正面の直線）は松山方面（左手側）から岡山方面（右手側）、底辺側（写真左手の曲線）は松山方面から高松方面（手前側）へ各路線分岐している。

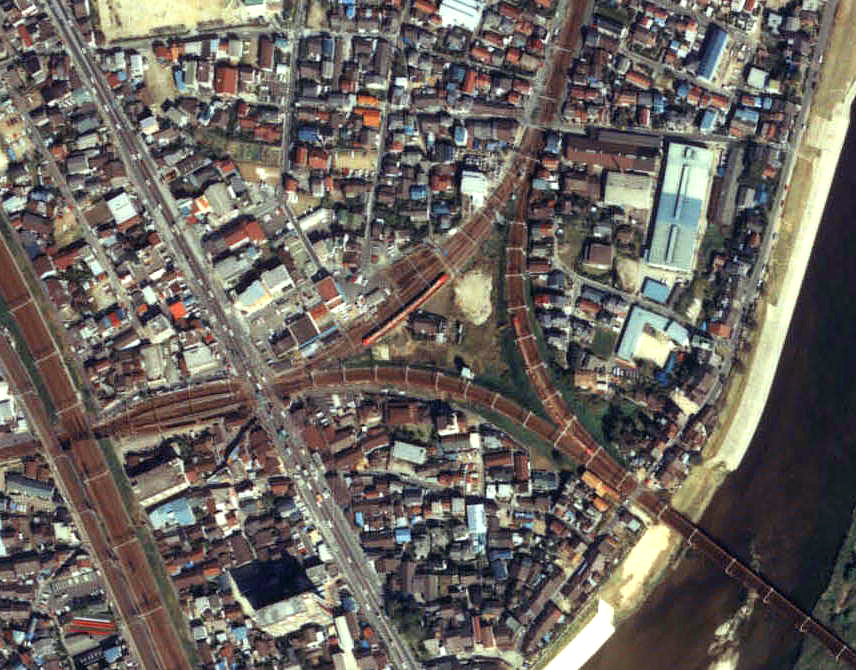
枇杷島分岐点付近

  - 品川駅 - 山手貨物線 - 大崎駅 - 大崎支線・品鶴線 - 新鶴見信号場 - 品鶴線 - 品川駅
  - 上野駅 - 東北本線 - 川口駅 - 東北貨物線・常磐線 - 三河島駅 - 常磐線 - 上野駅
  - 立川駅 - 南武線 - 府中本町駅 - 武蔵野線 - 新小平駅 - 武蔵野線・中央本線 - 立川駅
  - 大宮操車場 - 東北本線・武蔵野線 - 西浦和駅 - 武蔵野線 - 武蔵浦和駅 - 武蔵野線・東北本線 - 大宮操車場
  - 南流山駅 - 武蔵野線 - 北小金駅 - 常磐線 - 馬橋駅 - 武蔵野線 - 南流山駅
  - 西船橋駅 - 京葉線 - 市川塩浜駅 - 京葉線 - 南船橋駅 - 京葉線 - 西船橋駅（上記図を参照、デルタ内に二俣新町駅がある）
  - 信越本線越後石山駅 - 信越本線・白新線上沼垂信号場 - 白新線東新潟駅
- JR東日本・JR東海
  - 塩尻駅 篠ノ井線と中央東線・中央西線の短絡線
- JR東日本・青い森鉄道
  - 青森駅 奥羽本線と青い森鉄道線、奥羽本線の貨物支線（奥羽本線と青い森鉄道線を連絡）
- JR西日本
  - JR神戸線（東海道本線）塚本駅 - 尼崎駅 - 宮原操車場（網干総合車両所宮原支所）（上記図を参照）
  - JR京都線（東海道本線）大阪駅 - 東淀川駅方面 - 宮原操車場…新大阪駅構内扱い
    - 宮原操車場内に、JR京都線の両方向に直接繋がる線路は存在せず、また梅田貨物線にも繋がっていない。なお、東淀川駅方面で実際に本線と合流するのは、茨木駅の先である。

  - JR京都線（東海道本線）新大阪駅 - 吹田貨物ターミナル駅 - （城東貨物線） - おおさか東線神崎川信号場（デルタ内に南吹田駅がある）
- JR四国
  - 本四備讃線児島駅 - 予讃線宇多津駅 - 坂出駅…宇多津駅構内扱い
- 西武鉄道
  - 東村山駅 - 国分寺線 - 小川駅 - 拝島線 - 小平駅 - 新宿線 - 東村山駅
- 名古屋鉄道
  - 名古屋本線東枇杷島駅 - 西枇杷島駅 - 犬山線下砂杁信号場…通称枇杷島分岐点。西枇杷島駅構内扱い
- 近畿日本鉄道
  - 名古屋線桃園駅 - 山田線伊勢中川駅 - 大阪線川合高岡駅…通称中川短絡線。伊勢中川駅構内扱い
- 東京都交通局（東京都電）
  - 荒川車庫前停留場車庫構内出入庫線
- 多摩都市モノレール
  - 多摩都市モノレール線車両基地出入庫線（高松駅北側。ただし、双方の線が向き合う方向で合流するため、方向転換はできない）
- 広島電鉄
  - 本線・宇品線紙屋町停留場 - 本通停留場間
  - 本線・横川線十日市町停留場
  - 宇品線・皆実線皆実町六丁目停留場
- 広島高速交通
  - 広島新交通1号線・長楽寺駅 - 伴駅間 長楽寺車庫
- 伊予鉄道
  - 城南線・花園線南堀端停留場
- とさでん交通
  - 後免線・伊野線・桟橋線・駅前線はりまや橋停留場(ダイヤモンドクロッシングの一部である)
- 長崎電気軌道
  - 本線・蛍茶屋支線西浜町停留場
- 鹿児島市交通局
  - 第一期線・第二期線高見馬場停留場
  - 谷山線・唐湊線郡元停留場
- 富山地方鉄道
  - 富山軌道線　富山駅 - 電鉄富山駅・エスタ前停留場 - 新富町停留場…ただし、電鉄富山駅・エスタ前停留場－新富町停留場間を通過する列車は2016年（平成28年）3月26日のダイヤ改正で消滅し、全便が富山駅停留場経由となった。そのため、電鉄富山駅・エスタ前停留場 - 新富町停留場間の線路は休止状態となっている。

### 廃止されたデルタ線
※ 路面電車は実例が多いため割愛。
- 官営幌内鉄道（現北海道旅客鉄道函館本線）
  - 札幌停車場（現札幌駅）[5]
- 官営幌内鉄道（のち北海道旅客鉄道幌内線）
  - 幌内太駅（のち三笠駅）
- JR東海・名古屋鉄道
  - 伊奈駅 - 名鉄小坂井支線 - 小坂井駅 - 国鉄飯田線 - 平井信号場 - 名鉄名古屋本線 - 伊奈駅
    - 国鉄時代に名鉄小坂井支線存在時は伊奈駅から分岐して平井信号場、小坂井駅の両箇所で国鉄飯田線に接続し、両箇所とも国鉄線への乗り入れが行われていた。
    - 1954年、小坂井支線廃止。現在は平井信号場のみが飯田線と名鉄名古屋本線との分岐として残る。
- JR西日本（国鉄時代含む）
  - 城東貨物線・淀川貨物線巽信号場
    - 片町線鴫野駅方面・城東貨物線吹田駅方面・淀川貨物線淀川電車区（旧）方面に相互に行き来ができた。

  - 関西本線久宝寺駅 - 平野駅 - おおさか東線正覚寺信号場
    - （貨）梅田駅の廃止により、百済駅発着列車が増加するため、関西本線と城東貨物線の線路が分離された。このため現在は完全なデルタ線ではない。

  - 関西本線久宝寺駅 - 天王寺駅 - 阪和線杉本町駅
    - 2004年（平成16年）の阪和貨物線の休止まで、デルタ線となっていた。103系電車のうち吹田総合車両所日根野支所の編成と同奈良支所の編成で向きが反対なのは、このデルタ線によるものである。

  - 紀勢本線・和歌山線紀和駅 - 紀伊中ノ島駅 - 田井ノ瀬駅、田井ノ瀬駅 - 和歌山駅、和歌山駅 - 紀和駅
    - 1972年に紀和駅 - 紀伊中ノ島駅 - 田井ノ瀬駅間が休止し、2年後の1974年に廃止されたため、現在はデルタ線ではない。

  - 山陽本線英賀保駅
    - SL転向用のデルタ線が存在していた。

  - 山陽本線岡山駅 - 宇野線大元駅 - 岡山操車場（現・岡山貨物ターミナル駅（貨物駅））
    - 1984年（昭和59年）に大元駅 - 岡山操車場間の連絡線が廃止。

  - 山陽本線広島駅 - 向洋駅 - 宇品線南段原駅（［貨］東広島駅構内?）
    - 宇品線のデルタ線が存在していた。

  - 東海道本線京都駅 - 西大路駅 - 山陰本線丹波口駅（2016年2月28日廃止[6]、嵯峨野線梅小路京都西駅建設に伴う）
- JR九州（国鉄時代含む）
  - 小倉裏線 足立軍用停車場 - 豊州本線 南篠崎聯絡所 - 紫川聯絡所
  - 豊州本線 小倉駅 - 北篠崎聯絡所 - 大蔵線 板櫃聯絡所
  - 鹿児島本線吉塚駅 - 香椎駅 - 勝田線志免駅
    - 香椎線と勝田線を接続し、デルタ線を形成していた。特急「かもめ」の折り返しで実際に使用した。

  - 長崎本線肥前山口駅（現・江北駅）構内 - SLの方向転換を行っていた。
- JR東日本
  - 宇都宮線（東北本線）小山駅
    - 宇都宮線間々田駅と水戸線小田林駅を小山駅ホームを通らずに短絡する連絡線が存在した。東北本線と常磐線を短絡する目的の貨物線として1950年8月23日に完成し同年12月15日から使用開始。
    - 当短絡線を使用した初めての定期旅客列車は準急（のち急行）「つくばね」で、1962年10月1日から運行開始。
    - 水戸線から東北本線上り線へは直接進入できるが、東北本線下り線から水戸線へ進入する際は運行頻度の高い上り線を横切る形となるため、東北本線上り線と下り線の間に700メートル程の待避可能な中線を設けた（短絡中線と呼ばれた）。
    - 1980年代半ば以降はほとんど使用停止状態となり、2006年（平成18年）にすべて撤去された。

  - 外房線・東金線大網駅
    - 1972年の大網駅と外房線の移設後、元の外房線ルートが貨物用として引き続き使用されていた。1997年に廃止。

  - 秋田駅
    - 1962年の空中写真[7]で存在が確認できる。

  - 友部駅
    - 1964年の空中写真[8]で存在が確認できる。

  - 川島駅
    - 駅北方の上河原線（専用線）と接続しデルタ線を形成していた。2022年現在はその一部が保守用側線として残る。
- 秩父鉄道秩父駅 太平洋セメント工場引込線
  - 1988年（昭和63年）のSL列車「パレオエクスプレス」運転開始当初、三峰口駅（往路の終点・復路の起点）および広瀬川原車両基地（列車の留置場所）に転車台がなかったため、それぞれ日中および夜間に当引込線まで機関車を回送し方向転換を行っていた。
- 名古屋鉄道
  - 三河線知立駅
    - 海線・山線各方面から1959年に移転した知立駅への線路（新線）と、海線から移転前の知立駅（現・三河知立駅）へ直接向かう線路（旧線）がデルタ線を形成していた。現在の知立駅は開業当初から貨物業務を行っておらず、山線および本線東部（知立連絡線経由）からの貨物列車は引き続き旧線を利用して刈谷駅まで運転された。貨物輸送が廃止されたのは1984年だが、旧線はそれに先立つ1975年に撤去され、以降9年間の貨物運用は新線経由で知立駅をスイッチバックしていた[9]。
- 阪急電鉄
  - 神戸線西宮北口駅
    - 神戸線と直角平面交差（ダイヤモンドクロッシング）する今津線との連絡線が、今津線の開業時は大阪方、神戸方の両方にあり、これをもってデルタ線を形成していた。京都線のP-6形電車の方向転換に使用されたことがある。神戸方連絡線が1960年頃に撤去されたため、現在はデルタ線にはなっていない。

  - 宝塚線・箕面線石橋駅
- 大井川鐵道
  - 井川線井川駅
  - 総括制御になる以前はホームと堂平方のトンネルを結ぶ短絡線が存在した。短編成の場合は機回し線を使わず、駅到着時にトンネルに一旦入り、バックでホームに据付けて降車扱いをしていた。
  - 加藤の8 t機関車が牽引機の場合、川根長島発着の列車は下りは逆向きで運転されたが、井川発着の列車では向きを転換した。千頭駅では転車台を使用して向きを変えた。
- 江ノ島電鉄
  - 海岸線も走る江ノ島電鉄では、車体の塩害による腐食を防ぐためとして、1960年代半ばまでは極楽寺車庫構内にデルタ線が存在した。現在も極楽寺工場事務棟と変電設備の付近に痕跡がわずかに残るが、車庫線の配置も変化しているため、明瞭な痕跡をたどれなくなっている。
- 長崎電気軌道
  - 桜町支線・蛍茶屋支線市民会館（現・市役所）停留場

### 未成となったデルタ線
- 東京都交通局（都営地下鉄）
  - 浅草線東銀座駅 - 東京駅 - 日本橋駅
    - 2000年（平成12年）の運輸政策審議会答申第18号による、東京駅と成田空港および羽田空港へのアクセス向上に向けた計画の一つ（都営浅草線東京駅接着）である。都心直結線（京成押上線押上駅 - 新東京駅 - 京急本線泉岳寺駅）の計画に取って代わられたため、2016年の交通政策審議会答申第198号では削除されている。なお、書籍によっては、南側の分岐駅を宝町駅と記しているものもあったが、これは間違いである。
- 東海旅客鉄道・日本貨物鉄道
  - 関西本線八田駅 - 西名古屋港線荒子駅 - 関西本線笹島信号場
    - 名古屋貨物ターミナル駅・南方貨物線建設に伴い関西線四日市方面と西名古屋港線名古屋貨物ターミナル（→東海道線東京方面）方面の連絡を図って用地買収が行われたが、その後南方貨物線建設中止とともに頓挫。現在、四日市方面⇔名古屋貨物ターミナル方面の用地は売却され住宅地・道路になっている。

  - 瀬戸線（現・JR東海交通事業城北線）小田井駅 - 東海道本線稲沢駅 - 東海道本線枇杷島駅
    - 当初中央本線勝川方面から稲沢方面へ抜ける貨物列車用に小田井 - 稲沢間が計画され、その後名古屋駅へ向かう旅客列車および名古屋貨物ターミナル方面へ向かう貨物列車のために小田井 - 枇杷島間の別線が計画されたが、1984年7月に瀬戸線が日本国有鉄道経営再建促進特別措置法（国鉄再建法）により建設凍結。その後勝川 - 小田井間と小田井 - 枇杷島間のみ完成している。
- 富山地方鉄道
  - 寺田駅構内[10]

## 世界のデルタ線一覧

### 韓国
- 韓国鉄道公社
  - 京釜線 加山デジタル団地駅 - 京仁線 九一駅
  - 京釜線 鷺梁津駅 - 京元線 二村駅

### 台湾
- 台湾鉄路管理局
  - 海岸線追分駅 - 彰化駅 - 台中線成功駅

### 中国
- 中国国鉄
  - 京広線棠溪駅 - 広州駅 - 広三線広州西駅
- 広州地下鉄
  - 廈滘車両段出入庫線

### マレーシア
- マレー鉄道
  - ウエスト・コースト線ブキッ・ムルタジャム駅 - ブキッ・トゥンガ駅 - ケダ線プナンティ駅